# Ford Taurus

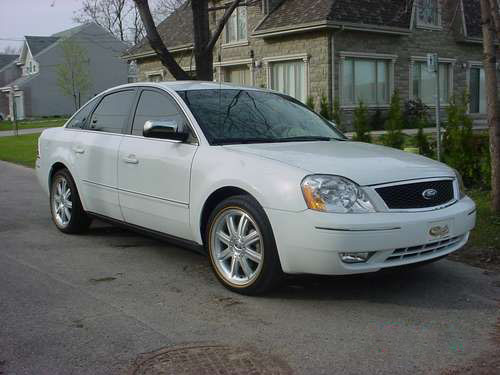
Ford Five Hundred

El Ford Taurus es un automóvil de turismo de tamaño mediano con un motor v6 producido por el fabricante estadounidense Ford Motor Company desde el año 1986 y vendido en casi todo el mundo. Su producción ha sido casi continua durante más de dos décadas, en las que se ofreció con carrocerías sedán y familiar. 
Los únicos modelos Ford todavía producidos que se han mantenido en la línea de producción más tiempo que el Taurus son el Ford Ranger, el Ford Mustang,el Ford Fiesta, el Ford Crown Victoria y el Ford F-150. Originalmente perteneciente al segmento D (según la nomenclatura estadounidense: "mediano"), el Taurus se reemplazó a mediados de 2005 por el Ford Fusion, y su producción fue interrumpida en octubre de 2006. Debido a las protestas de sus admiradores, la producción fue retomada a mediados de 2007 al reestilizar dos nuevos modelos del segmento E (en inglés estadounidense: "grande"), respectivamente"Taurus" y "Taurus X". El primero es un turismo con carrocería sedán, y el segundo es una mezcla entre automóvil todoterreno y monovolumen. Ford anunció que un nuevo modelo Taurus está en desarrollo para lanzamiento en 2010.
En 2019, se cancelaron las ventas de este modelo.

## Evolución del modelo desde 1986-2019

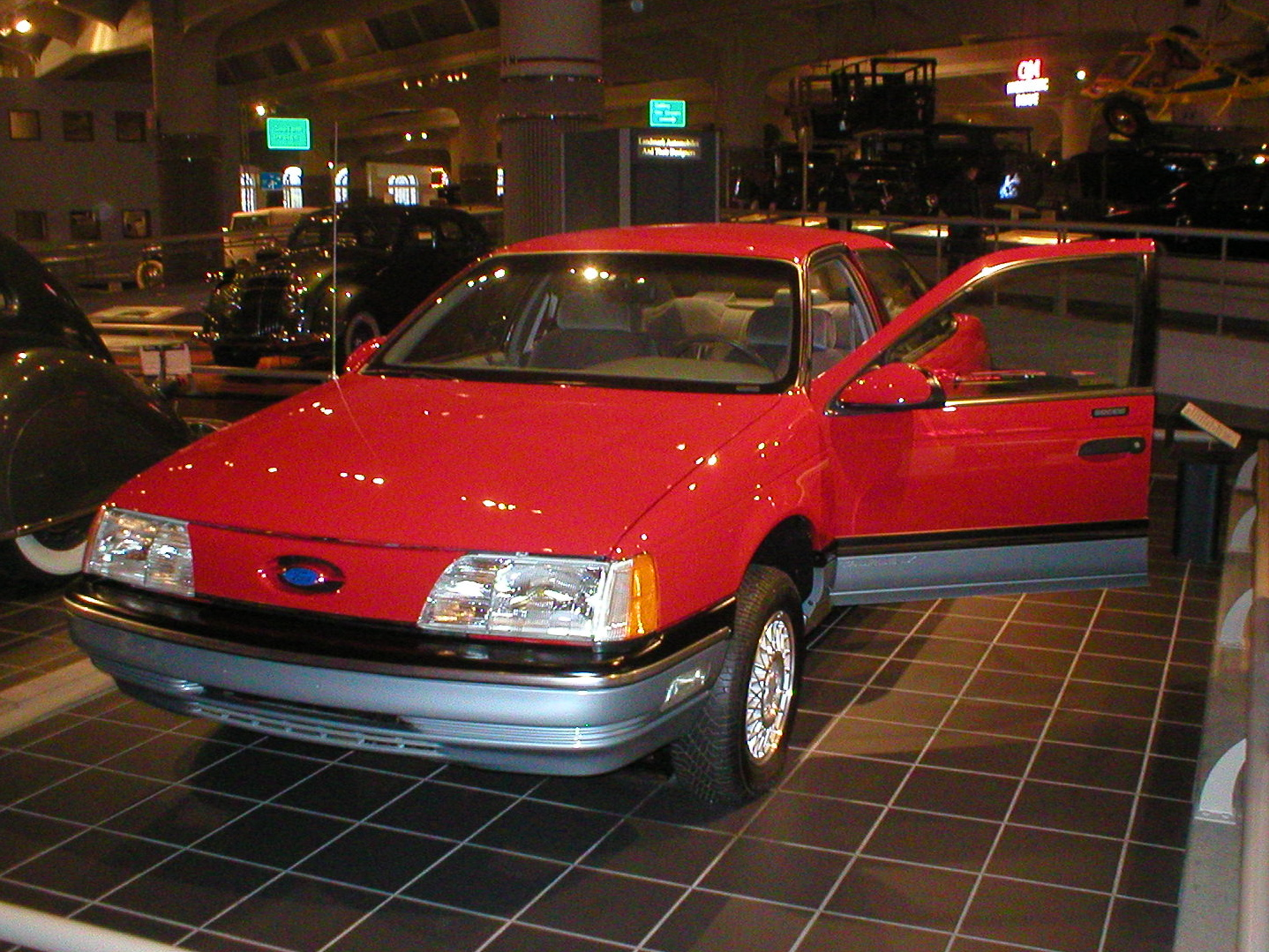
1986-1991
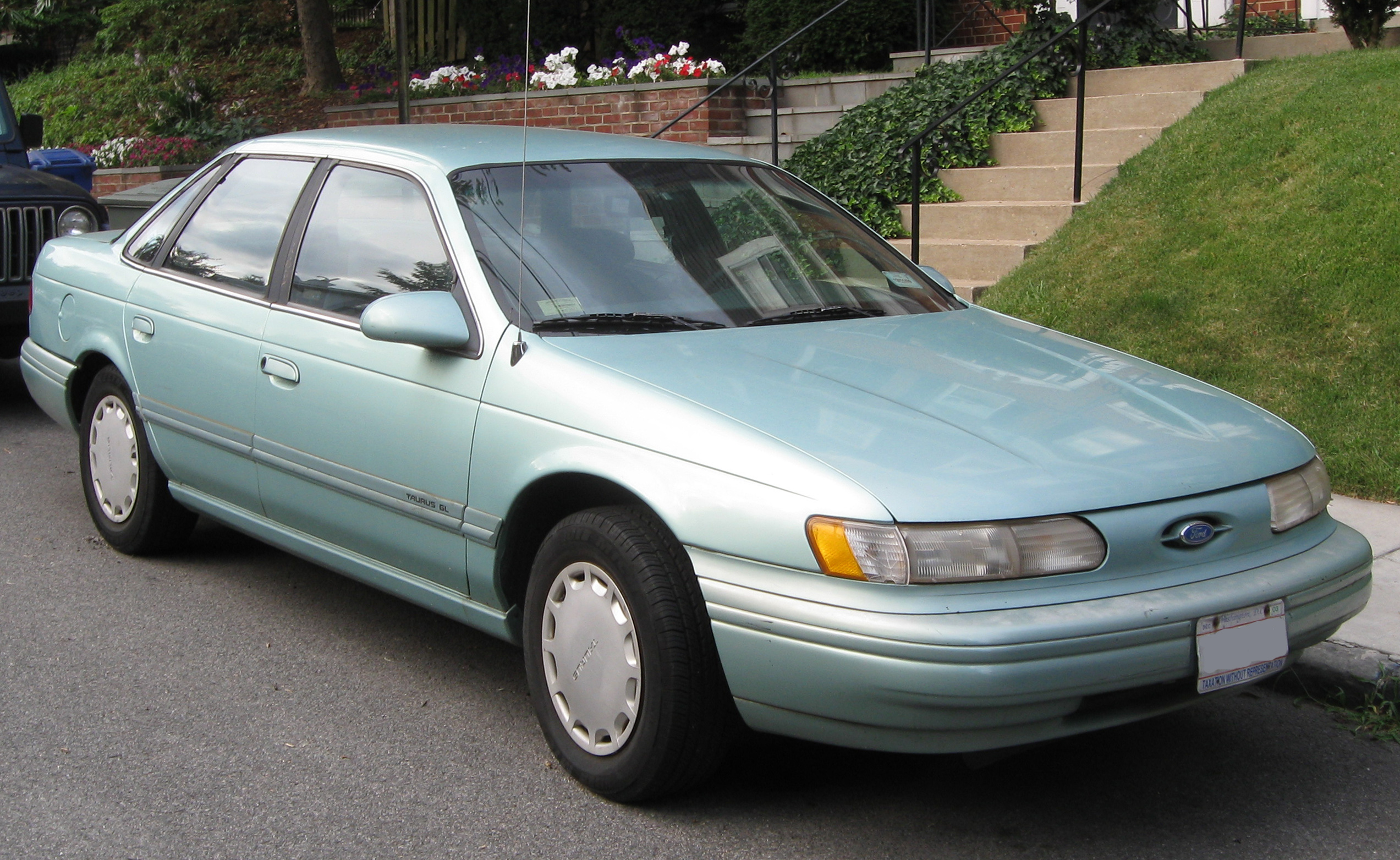
1991-1995
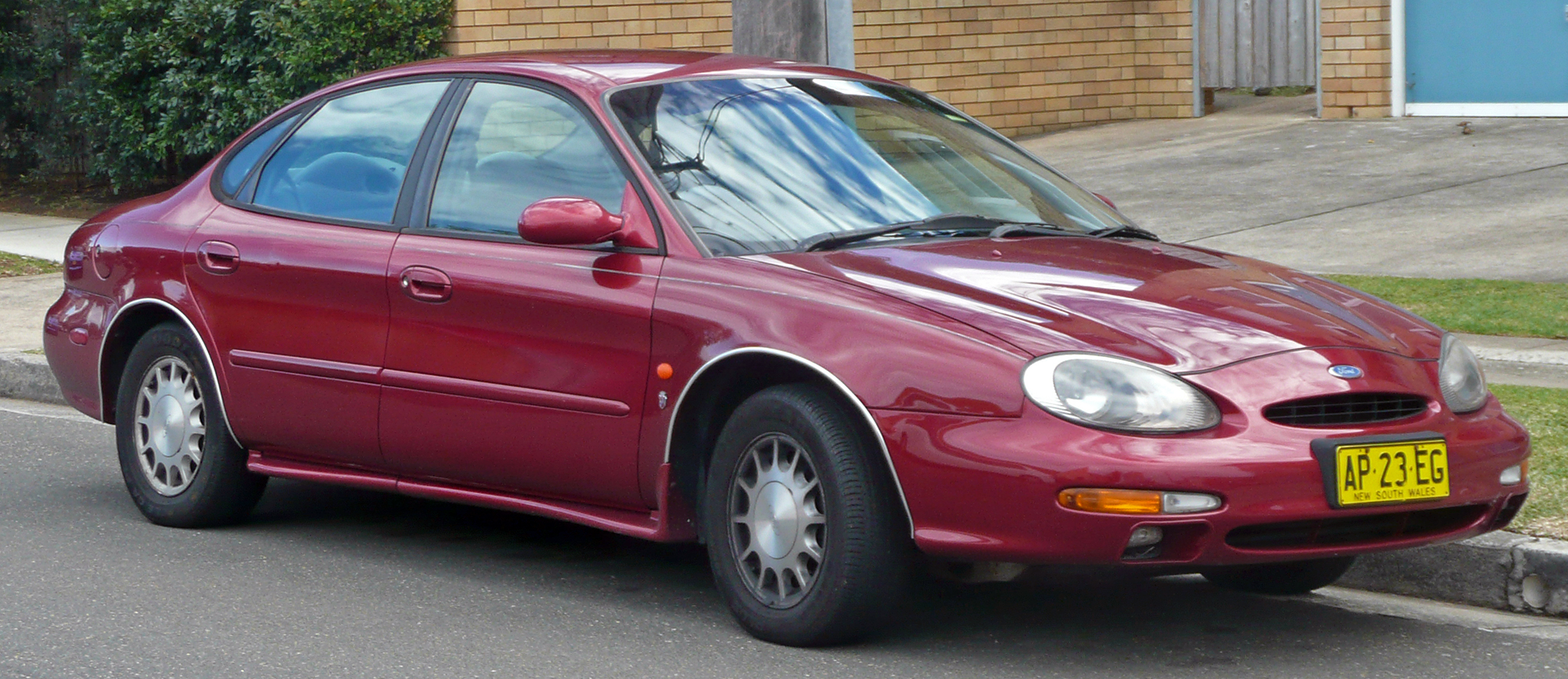
1995-1999
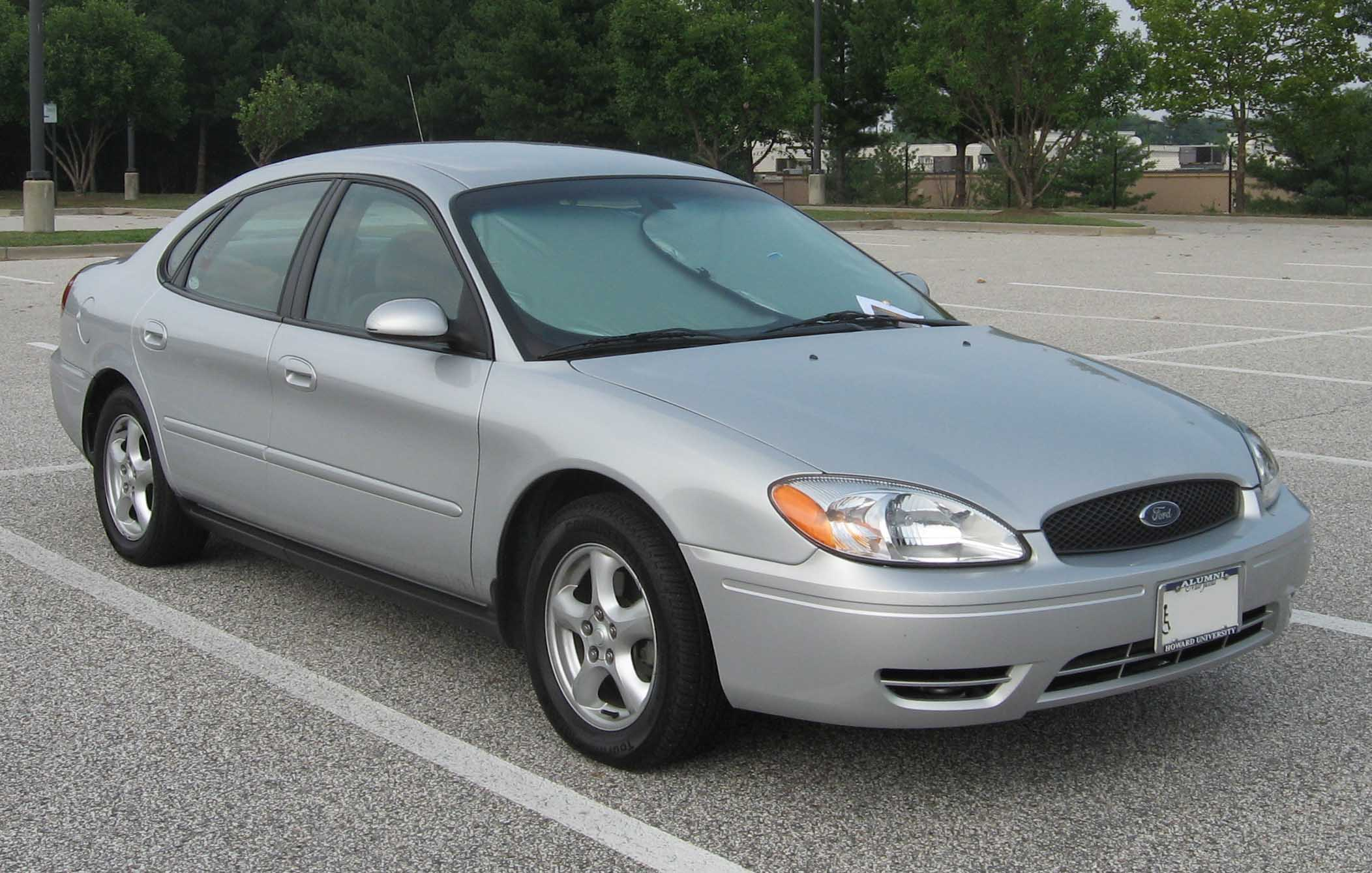
1999-2007
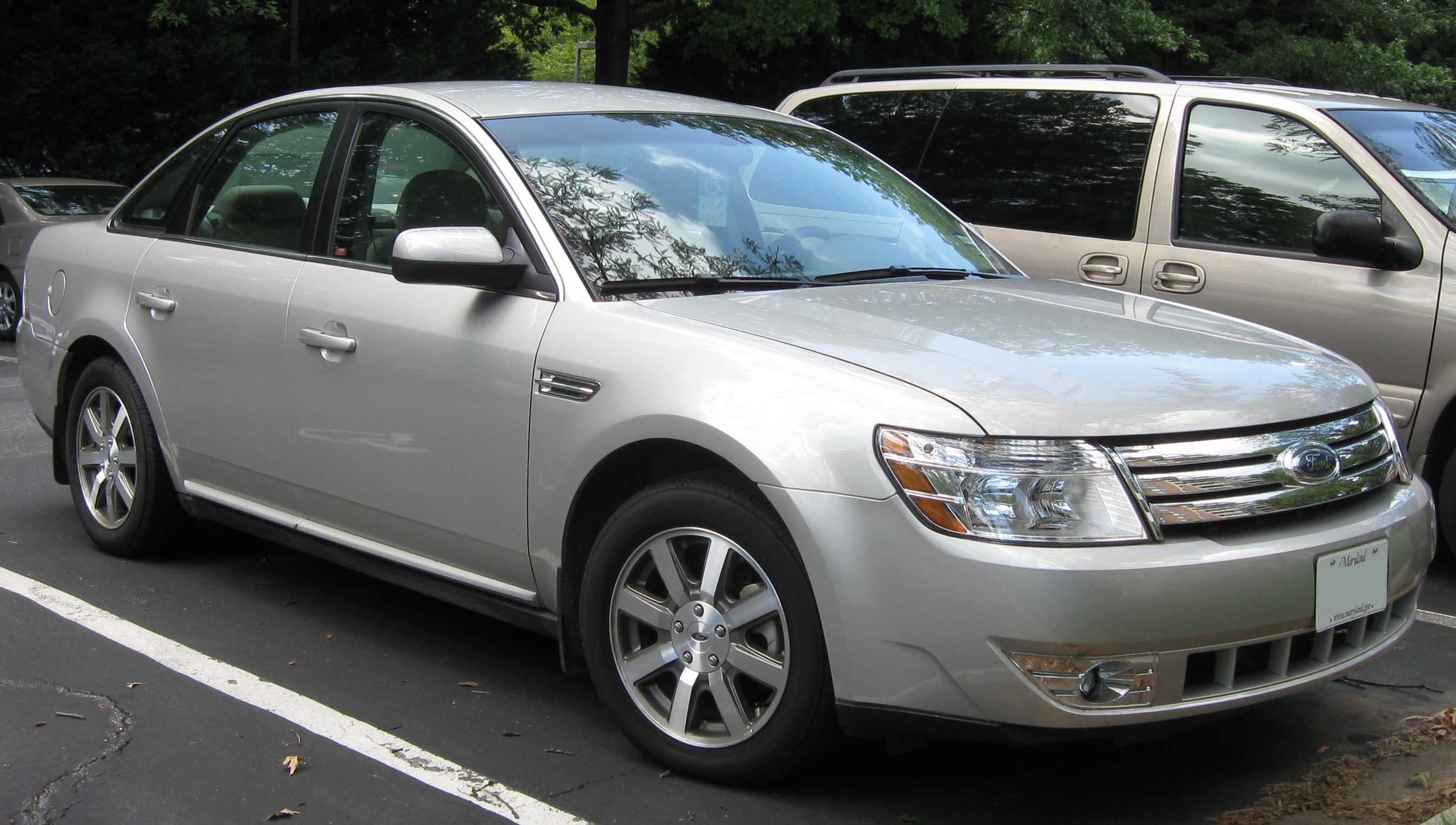
2007-2009
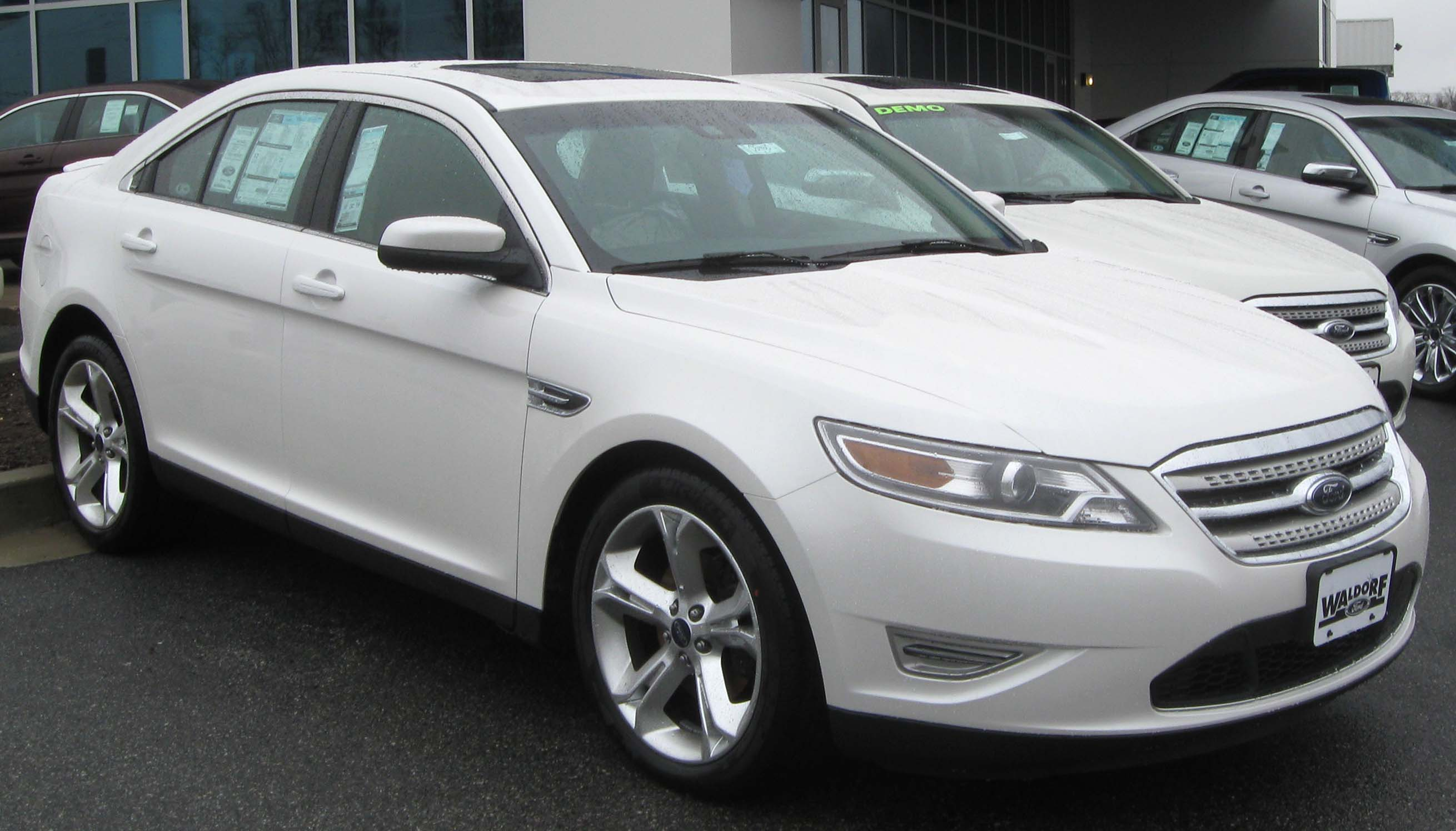
2009-2013
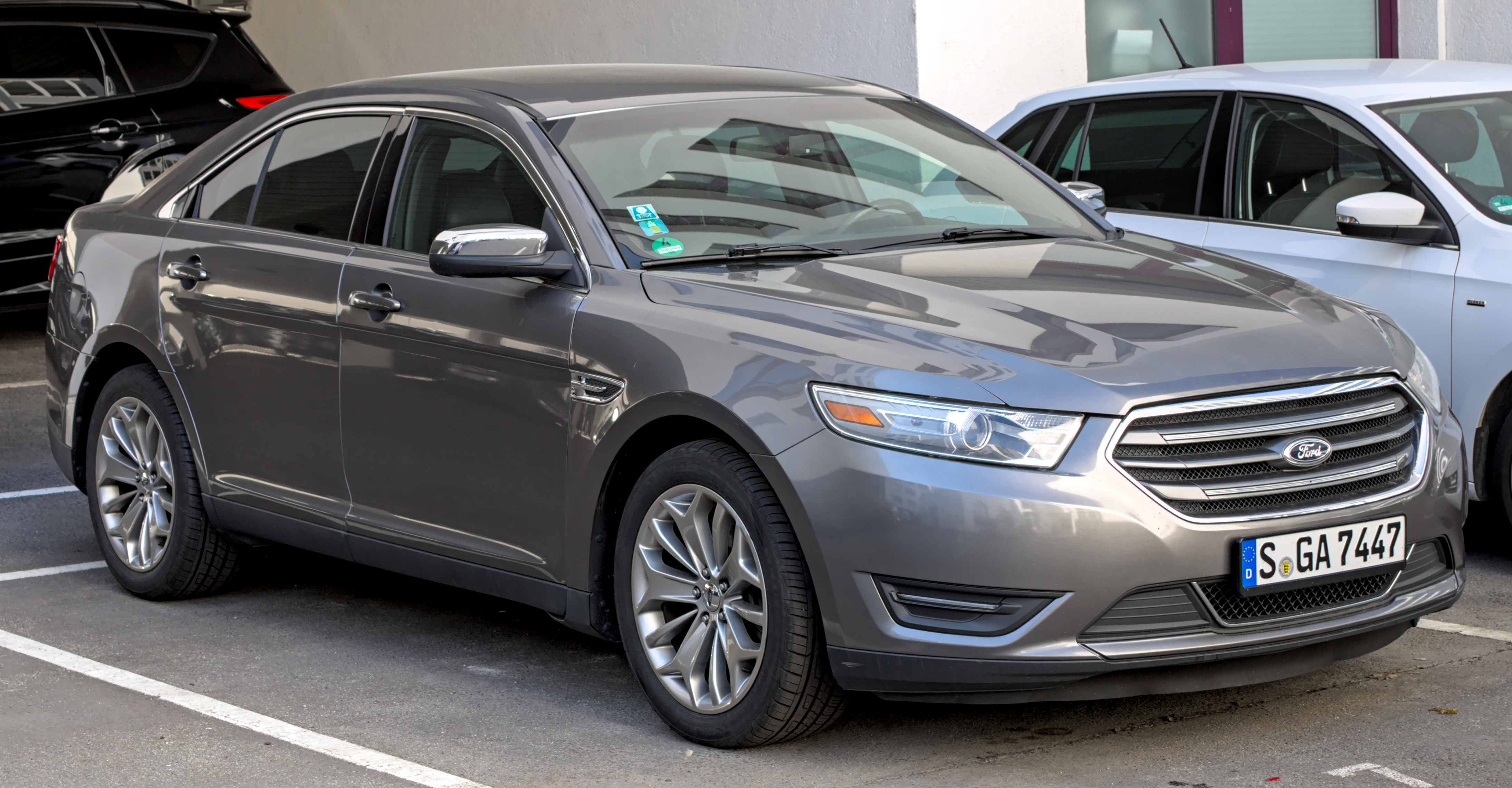
2013-2019